# Bas Galis
Sebastiaan Ariën (Bas) Galis (Meerssen, 9 augustus 1890 – Winsum, 8 juni 1981) was een Nederlandse beeldhouwer, schilder, graficus en edelsmid.

## Leven en werk
Galis was een zoon van spoorwegbeambte Arien Galis en Catharina Wesselink. Hij werd van 1906 tot 1912 opgeleid als edelsmid aan Academie Minerva in Groningen. Hij vervolgde zijn opleiding in 1920 aan de kunstacademie in Brussel en vestigde zich daarna als zelfstandig kunstenaar in Groningen. Hij kreeg lessen in beeldhouwen van Jan Wiegers. Galis meldde zich aan voor het lidmaatschap van De Ploeg, maar werd geweigerd. Hij sloot zich na de Tweede Wereldoorlog aan bij De Onafhankelijken, waarvan hij lid was van 1946 tot 1960. Hij maakte tussen 1946 en 1966 diverse studiereizen naar Engeland.
Galis was actief als beeldhouwer, kunstschilder en medailleur. Als schilder werkte hij aanvankelijk figuratief, maar hij ging geleidelijk meer abstract werken. Hij maakte in 1920 voor de stad Groningen een ontwerp in gips voor een beeld van Ferdinand Domela Nieuwenhuis. Voor het Badhuis, de 'Gemeentelijke Bad- en Zweminrichting', in de stad Groningen maakte hij in 1936 het betonnen standbeeld Vrouw met twee dolfijnen. In 1954 werd het nieuwe openluchtbad 'De Papiermolen' in gebruik genomen en de badinrichting gesloten. Een deel van het voormalig badhuisterrein werd in gebruik genomen door de tabaksfabriek Koninklijke Theodorus Niemeyer BV. Directeur Niemeijer kocht het beeld en schonk het aan het volkstuincomplex Piccardthof in de stad. Galis verzorgde ook beeldhouwwerk aan een vijftal woningen van architect A.R. Wittop Koning.

## Werken (selectie)
- Grafmonument Klaas Blauw (1928), begraafplaats Wijnjeterp
- Gevelsteen met portret van Carl von Rabenhaupt (1929), Rabenhauptstraat, Groningen
- Vrouw met twee dolfijnen (1936) bij het Badhuis in de Kleine Badstraat, Groningen[4]
- Grafmonument Gerrit Boekhoven (1945), op de Noorderbegraafplaats (Groningen)
- Grafmonument Anda Kerkhoven (1945), op de Noorderbegraafplaats[5]
- Verzetsmonument (1949), Coevorden
- Portretkop van dr. K. Hildebrand, waarvan in 1953 een bronzen afgietsel werd geplaatst in het Heymans Lyceum, Groningen

## Afbeeldingen

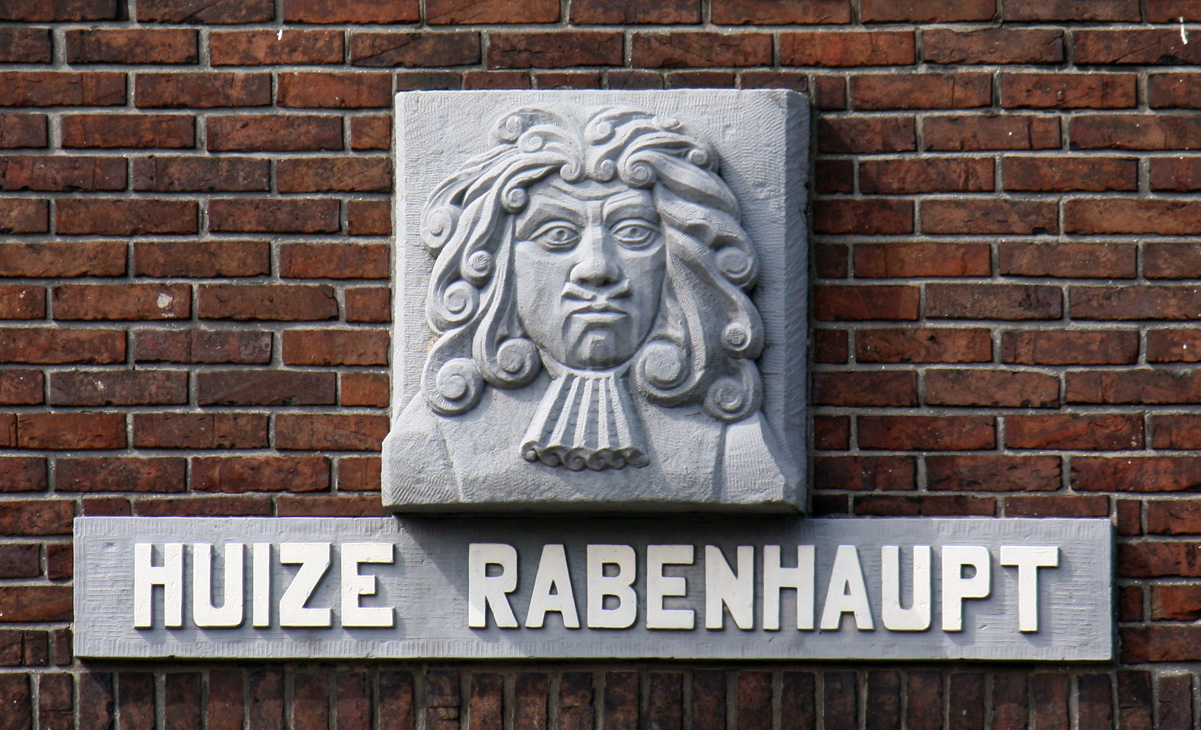
Gevelsteen Rabenhaubt (1929), Groningen
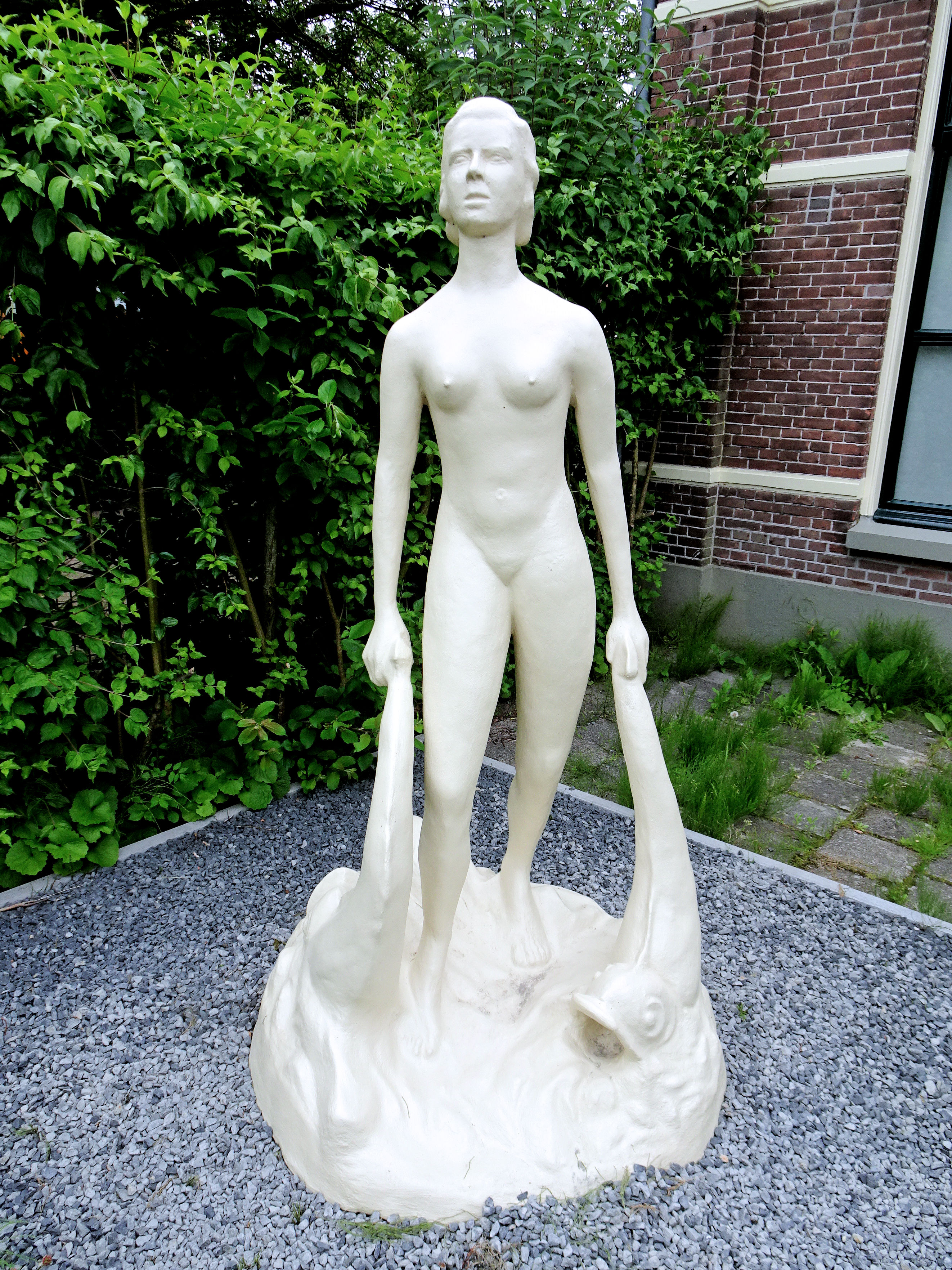
Vrouw met twee dolfijnen (1936), Groningen
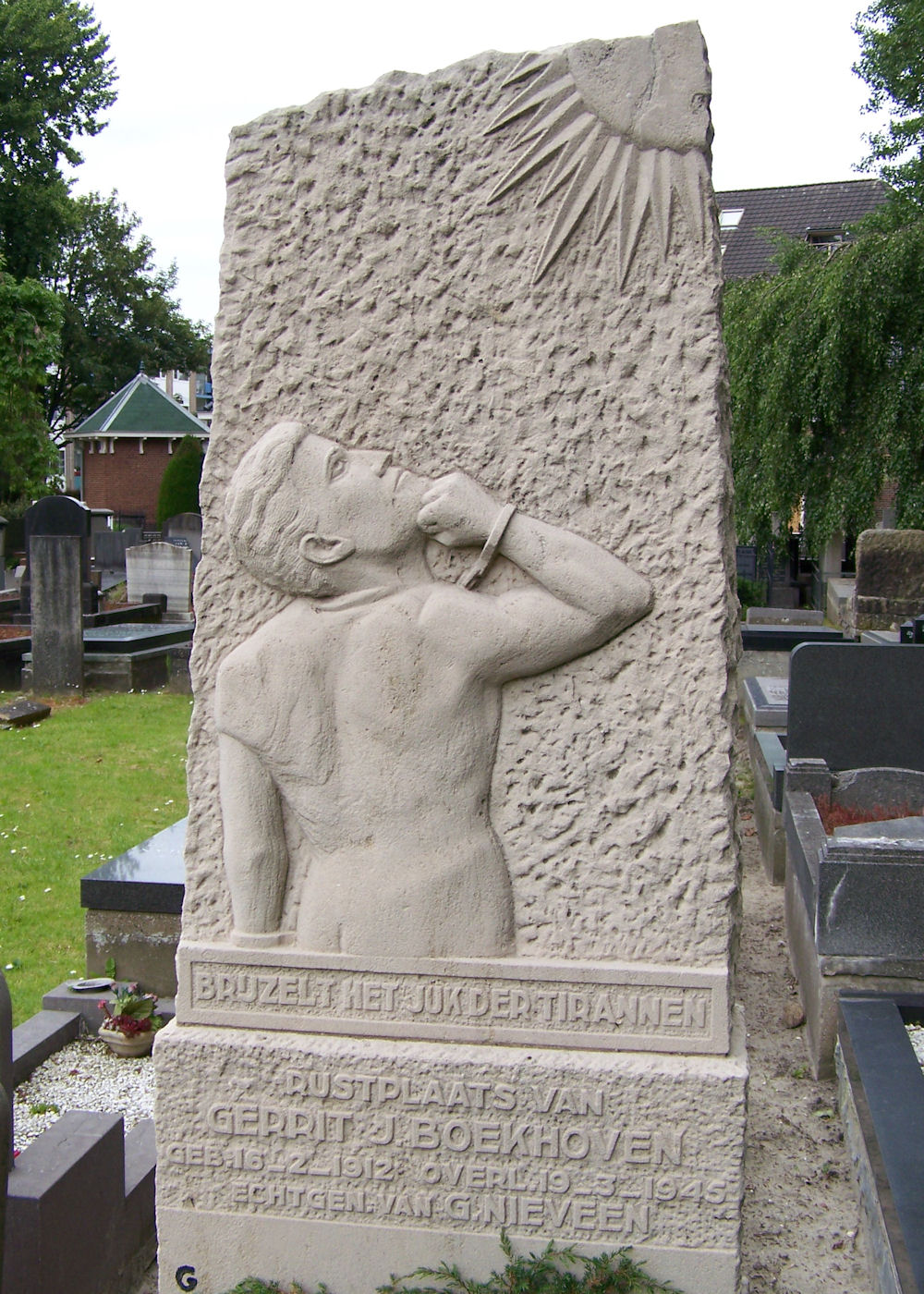
Grafmonument Gerrit Boekhoven (1945), Groningen
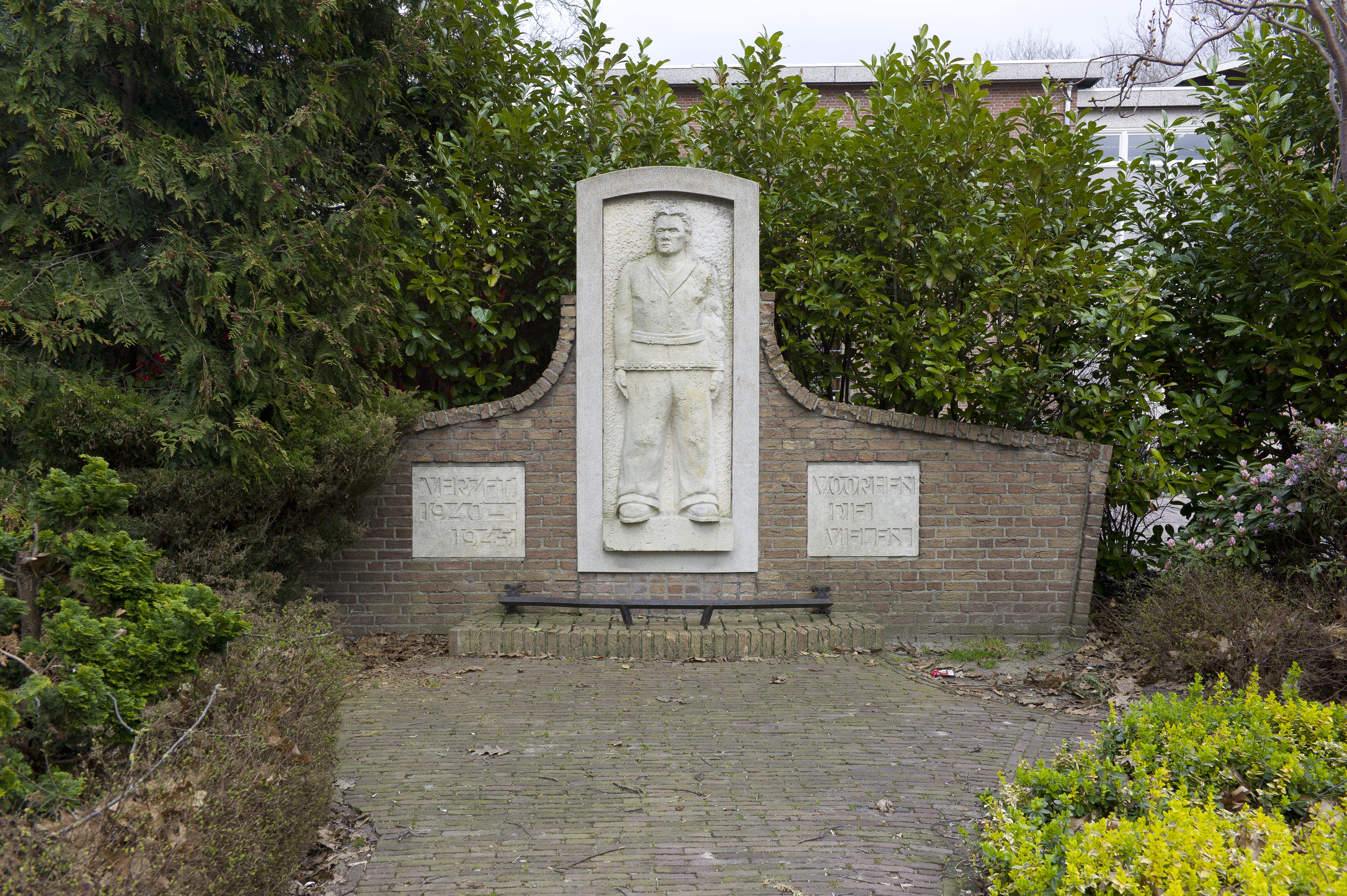
Verzetsmonument Coevorden (1949)